# Shūgiin-Wahl 1969
- KPJ: 14
- SPJ: 90
- DSP: 31
- Kōmeitō: 47
- Unabh.: 16
- LDP: 288

Die Shūgiin-Wahl 1969 war die 32. Wahl zum Shūgiin, dem japanischen Unterhaus, und fand am 27. Dezember 1969 statt. Da die Wahl erstmals im Dezember stattfand, wurde sie auch als Shiwasu-Wahl (jap. 師走選挙 shiwasu senkyo; Shiwasu ist der Name des zwölften Monats im alten japanischen Kalender) bezeichnet.
Premierminister Satō Eisaku schloss im November 1969 die Verhandlungen mit der US-Regierung von Richard Nixon über die Rückkehr Okinawas unter japanische Souveränität erfolgreich ab; am 2. Dezember löste er das Parlament auf. Nach den Verlusten seiner Liberaldemokratischen Partei in der vorangegangenen Wahl nach dem „Schwarzer-Nebel Skandal“ versuchte Satō nun, ein klares Mandat für seinen Ausbau der Sicherheitsbeziehungen mit den USA zu erhalten. Sozialisten und Kommunisten wendeten sich weiterhin grundsätzlich gegen den Sicherheitsvertrag mit den USA, die gemäßigtere Demokratisch-Sozialistische Partei forderte lediglich eine Revision in einzelnen Punkten.
Die Wahlbeteiligung betrug 65 %.
| Partei/Faktion    | Partei/Faktion                           | Stimmen    | Anteil  | Sitze | Änderung         | Änderung                         |
| ----------------- | ---------------------------------------- | ---------- | ------- | ----- | ---------------- | -------------------------------- |
| Partei/Faktion    | Partei/Faktion                           | Stimmen    | Anteil  | Sitze | zur letzten Wahl | zur Zusammensetzung vor der Wahl |
|                   | Liberaldemokratische Partei (LDP)        | 22.381.570 | 47,63 % | 288   | +11              |                                  |
| Satō-Faktion      | Satō-Faktion                             |            |         | 59    |                  |                                  |
| Maeo-Faktion      | Maeo-Faktion                             |            |         | 43    |                  |                                  |
| Miki-Faktion      | Miki-Faktion                             |            |         | 39    |                  |                                  |
| Nakasone-Faktion  | Nakasone-Faktion                         |            |         | 35    |                  |                                  |
| Fukuda-Faktion    | Fukuda-Faktion                           |            |         | 31    |                  |                                  |
| Kawashima-Faktion | Kawashima-Faktion                        |            |         | 20    |                  |                                  |
| Sonoda-Faktion    | Sonoda-Faktion                           |            |         | 13    |                  |                                  |
| Funada-Faktion    | Funada-Faktion                           |            |         | 12    |                  |                                  |
| Murakami-Faktion  | Murakami-Faktion                         |            |         | 10    |                  |                                  |
| Fujiyama-Faktion  | Fujiyama-Faktion                         |            |         | 6     |                  |                                  |
| Ishida-Faktion    | Ishida-Faktion                           |            |         | 5     |                  |                                  |
| Matsumura-Gruppe  | Matsumura-Gruppe                         |            |         | 3     |                  |                                  |
| ohne Faktion      | ohne Faktion                             |            |         | 11    |                  |                                  |
|                   | Oppositionsparteien                      | 22.034.390 | 46,89 % | 182   | +35              |                                  |
|                   | Sozialistische Partei Japans (SPJ)       | 10.074.101 | 21,44 % | 90    | −50              |                                  |
|                   | Gerechtigkeitspartei                     | 5.124.666  | 10,91 % | 47    | +22              |                                  |
|                   | Demokratisch-Sozialistische Partei (DSP) | 3.636.591  | 7,74 %  | 31    | +1               |                                  |
|                   | Kommunistische Partei Japans (KPJ)       | 3.199.032  | 6,81 %  | 14    | +9               |                                  |
|                   | Unabhängige und Sonstige (*)             | 2.573.933  | 5,47 %  | 16    | +9               |                                  |
| Summe             | Summe                                    | 46.989.893 | 100,0 % | 486   | ±0               |                                  |

(*) Alle gewählten Kandidaten waren Unabhängige. Zwölf schlossen sich der LDP-Fraktion an, einer der DSP-Fraktion.

## Auswirkungen
Der Sitzzuwachs der LDP entsprach den Erwartungen von Premierminister Satō. deutliche Zugewinne verzeichneten auch die KPJ und die relativ junge Kōmeitō, die sich vor allem für eine „saubere Politik“ einsetzte. Hauptverlierer der Wahl war die Sozialistische Partei. Das 55er-System, ein Zweiparteiensystem aus LDP und SPJ (mit der KPJ als kleiner Splitterpartei), begann seine allmähliche Erosion zu erfahren, die sich bis in die 1980er Jahre fortsetzte.
1969 kamen viele spätere Führungspolitiker erstmals ins Parlament, die sogenannte hana no shōwa 44-nen-gumi (花の昭和44年組, dt. „Blumen-Klasse des Jahres Shōwa 44“). Dazu gehörten unter anderem Kajiyama Seiroku (LDP; später Generalsekretär), Tsutomu Hata (LDP; später Premierminister, Oppositionsführer), Ichirō Ozawa (LDP; später Innenminister, Oppositionsführer), Etō Takami (Unabh.; später LDP-Faktionsführer), Yoshirō Mori (Unabh.; später LDP-Premierminister), Takako Doi (SPJ, später Parteivorsitzende und Oppositionsführerin), Tetsuzō Fuwa (KPJ, später Vorsitzender des ZK).